# 満山浩之
満山 浩之（みつやま ひろゆき、1984年7月23日 - ）は、日本の元サッカー選手。現役時代はブラジル、エストニアでプレー。現在は牧師をしている。

## 来歴
東京都町田市出身。
幼稚園の頃から兄の影響でサッカーを始め、町田JFCに入団。同期には阿部祐大朗がいる。高校進学時には、7クラブ・高校からオファーが来るも佐々木雅尚元日本代表サッカー選手が指導する保善高校へ入学。高校では東京都ベスト4で敗れ、全国大会へは出場していない。その後、国士館大学へ進み、トップチームではプレーできなかった。同期には、柴崎晃誠、養父雄二などがいる。
大学4年時にサッカー部を辞め、当時アカデミーチームが存続していたRequios.FCへ入団。その後、ブラジルへの挑戦を与えられ、単身ブラジルへ渡る。ブラジルでは、サンパウロ州3部のモジミリンEC、サンパウロ州4部のPalestra de São Bernardo、ミナス・ジェライス州2部のSantarritense FCでそれぞれ契約し、プロサッカー選手となる。しかし、労働ビザが下りず、公式戦での記録はない。
その後、ブラジル人代理人との出会いにより、ヨーロッパのエストニアでの挑戦を与えられる。エストニア1部のノーメ・カリュFCと契約し10番をもらう。その後、JKタリナ・カレフへレンタル移籍をし、そこでも10番を与えられ、チームの中心選手として活躍した。この年は残留争いを経験し、その結果1部に残留した。
2018年3月、日本ナザレン神学校を卒業し、藤沢ナザレン教会に牧師として就任した。

## クラブ歴
- Palestra de São Bernardo
- Santarritense FC
- 2009年  モジミリンEC
- 2010年 - 2011年  ノーメ・カリュFC
- 2012年  JKタリナ・カレフ